# Delphinium valens
Delphinium valens är en ranunkelväxtart som beskrevs av Paul Carpenter Standley. Delphinium valens ingår i släktet storriddarsporrar, och familjen ranunkelväxter. Inga underarter finns listade i Catalogue of Life.